# Panilurus
Panilurus là một chi bọ cánh cứng trong họ Chrysomelidae.
Chi này được miêu tả khoa học năm 1904 bởi Jacoby.

## Các loài
Các loài trong chi này gồm:
- Panilurus agasthyamalaiensis Prathapan & Viraktamath, 2005
- Panilurus ponmudiensis Prathapan & Viraktamath, 2005